# História da Transnístria

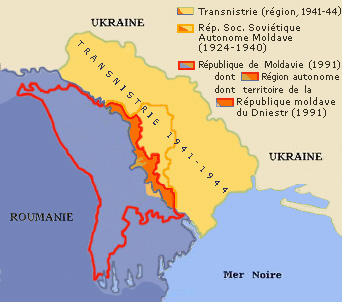
Região da Transnístria.

Após a Segunda Guerra Mundial ter afetado a região, Moscovo criou a República Socialista Soviética da Moldávia (antecessora da República da Moldávia), de dois elementos díspares: a região do Dniestre ocupada maioritariamente por russófonos, antiga parte autônoma da Ucrânia, e a região vizinha da Bessarábia, que tinha feito parte da Roménia entre 1918-1940.
Mas nos dias finais da União Soviética, a região do Dniestre ficou alarmada pelo crescente nacionalismo moldavo e pela possível reunificação com a Romênia. Uma lei de 1989 que fez do moldávio (variante do romeno) língua oficial aumentou a tensão, e a Transnístria proclamou a sua independência em Setembro de 1990.
O território separou-se unilateralmente da Moldávia após um conflito armado. A maioria da população é constituída por russófonos. Tropas russas estão estacionadas na fronteira.  Num referendo em Setembro de 2006, não reconhecido pela Moldávia nem pela comunidade internacional, a região reafirmou a sua vontade pela independência e também surgiu com um plano de eventual união com a Rússia, país com o qual a região não faz fronteira.